# Stadtbahnstation Keelesdale
Keelesdale ist eine im Bau befindliche unterirdische Stadtbahnstation in Toronto. Sie entsteht als Teil der Eglinton-Linie, die zum Netz der Toronto Subway gehören wird. Die Station befindet sich im Stadtteil Silverthorn, unter der Kreuzung von Eglinton Avenue West und Keele Street. Ihre Eröffnung ist für das Jahr 2023 geplant.
Die Station wird über drei Eingänge verfügen. Der barrierefreie Haupteingang wird sich an der Nordostseite der Kreuzung von Eglinton Avenue und Threthewey Drive befinden, der erste Nebeneingang an dessen Nordwestseite und der zweite Nebeneingang an der Südostseite von Eglinton Avenue und Keele Street. Alle drei werden eine Verbindung zur Verteilerebene herstellen, von wo aus der Mittelbahnsteig auf der zweiten Ebene erreicht werden kann. Vorgesehen sind Umsteigemöglichkeiten zu vier Buslinien der Toronto Transit Commission (TTC).
In einem Bericht zuhanden des Vorstands vom 23. November 2015 empfahl die TTC-Direktion eindeutige und unverwechselbare Namen für die Stationen der künftigen Eglinton-Linie. Eine Benennung nach der Keele Street fiel somit außer Betracht, da es bereits die U-Bahn-Station Keele an der Bloor-Danforth-Linie gibt. Eine Meinungsumfrage ergab, dass der vorgeschlagene alternative Name Silverthorne zu wenig repräsentativ für die Gegend sei. Stattdessen entschied sich die staatliche Verkehrsplanungsgesellschaft Metrolinx im Januar 2016 für den Namen Keelesdale. Nachdem im Juni 2013 die Tunnelbohrarbeiten an der Eglinton-Linie begannen hatten, hätte die Station im September 2021 in Betrieb genommen werden sollen. Aufgrund verschiedener unvorhergesehener Probleme während der Arbeiten erklärte Metrolinx im Februar 2020, dass sie erst im Verlaufe des Jahres 2022 eröffnet werden wird. Im Dezember 2021 rechnete Metrolinx jedoch damit, dass die Strecke möglicherweise erst zu Beginn des Jahres 2023 in Betrieb gehen könnte.